# Maxime Bossis
Maxime Bossis (Saint-André-Treize-Voies, 1955. június 26. –) Európa-bajnok és világbajnoki bronzérmes francia labdarúgó, hátvéd.

## Pályafutása

### Klubcsapatban
1969-ben a Saint-André Sport korosztályos csapatában kezdte a labdarúgást. 1970 és 1973 között az FC Yonnais ifjúsági játékosa. 1973-ban szerződött az FC Nantes csapatához, ahol pályafutása jelentős részét töltötte. Összesen 13 idényen át volt a klub játékosa. A nantes-i csapattal három bajnoki címet (1976–77, 1979–80, 1982–83) és egy francia kupa győzelmet (1979) ért el. 1985 és 1989 között az RC France (Racing Paris) labdarúgója volt. A párizsi csapattal a legnagyobb sikerre az 1985–86-os másodosztályú bajnoki cím volt, amellyel ismét első osztályú lett a klub. 1990–91-ben ismét az FC Nantes játékosa volt és itt fejezte az aktív labdarúgást.

### A válogatottban
1976 és 1986 között 76 alkalommal szerepelt a francia válogatottban és egy gólt szerzett. Először 1978-ban Argentínában szerepelt világbajnokságon. Négy évvel később a spanyolországi világbajnokságon a negyedik helyezett csapat tagja volt. 1984-ben a hazai rendezésű Európa-bajnokságon aranyérmes lett a válogatottal. Utolsó világbajnoki szereplése 1986-ban Mexikóban volt, ahol bronzérmet szerzett az együttessel.

### Edzőként
1996-ban a Saint-Étienne vezetőedzője volt.

## Sikerei, díjai
- Az év francia labdarúgója: 1979, 1981
- Az idény legjobb játékosa (France Football Étoile d’Or): 1977–78, 1982–83

 Franciaország
- Európa-bajnokság
  - aranyérmes: 1984, Franciaország
- Világbajnokság
  - bronzérmes: 1986, Mexikó
  - 4.: 1982, Spanyolország

 FC Nantes
- Francia bajnokság
  - bajnok: 1976–77, 1979–80, 1982–83
  - 2.: 1973–74, 1977–78, 1978–79, 1980–81, 1984–85
- Francia kupa (Coupe de France)
  - győztes: 1979
  - döntős: 1983
- Kupagyőztesek Európa-kupája (KEK)
  - elődöntős: 1979–80

 RC France
- Francia bajnokság (másodosztály)
  - bajnok: 1985–86